# Emile Schaefer
Emile Schaefer (* 15. Januar 1971 in Berlin-Wilmersdorf) ist ein ehemaliger deutscher Eishockeyspieler, der in seiner aktiven Zeit unter anderem für den EC Bad Nauheim in der 2. Eishockey-Bundesliga gespielt hat. 

## Karriere
Emile Schaefer begann seine Karriere als Eishockeyspieler 1980 in der Jugend des Deutschen Eishockey-Rekordmeisters Berliner Schlittschuhclub, bei dem er bis 1985 aktiv war. Anschließend folgte ein Wechsel zur Nachwuchsabteilung des Stadtkonkurrenten BSC Preußen, für den er bis 1987 spielte. In der darauffolgenden Saison wechselte Schaefer im Alter von 16 Jahren zum SB Rosenheim und spielte dort in der Jugendmannschaft. Mit dem Sportbund Rosenheim wurde er in der Spielzeit 1987/88 Deutscher Jugendmeister. Die Saison 1988/89 begann er  in der Juniorenmannschaft des EC Bad Nauheim, bei dem er in der Saison 1989/90 auch zu einigen Einsätzen in der 2. Eishockey-Bundesliga kam. In seiner letzten Saison, 1990/91, für die Bad Nauheimer spielte der gebürtige Berliner in der Oberliga Nord. Durch den Gewinn der Meisterschaft schaffte Bad Nauheim den direkten Wiederaufstieg in die 2. Liga. In der Saison 1991/92 spielte Schaefer kurzfristig für den EHC Unna, ehe er ab Dezember 1992 wieder für den Berliner Schlittschuhclub in der Regionalliga auflief. Bis zu seinem Karriereende 1999 spielte Schaefer noch für diverse andere Berliner Mannschaften.
Seine Karriere als Trainer begann Schaefer im Februar 2009 beim EHC Troisdorf als Co-Trainer der Schülermannschaft. Ab der Saison 2009/10 arbeitet er dort als Trainer der Kleinschüler.